# Измаилович, Владимир Матвеевич
Владимир (Владислав) Матвеевич Измаилович (Измайлович) (1872—1959) — советский художник, портретист, живописец, монументалист.

## Биография
Родился в 1872 году в Санкт-Петербургe в семье чиновника Министерства императорского двора. Мать была сестрой успешного архитектора[уточнить].
В 1889—1895 годах учился в Санкт-Петербургской художественно-промышленной академии имени А. Л. Штиглица; получал многочисленные премии за учебные работы и хорошие отзывы критиков. Его учителем был художник-монументалист Николай Андреевич Кошелев. За дипломную работу — рисунок и модель кареты эпохи Людовика XIV, в стиле французское Барокко — он получил пенсионерскую поездку в Европу. В 1896—1898 годах находился за границей — в Риме у Ф. Прадильо учился в Академии изящных искусств, затем посетил Париж и некоторое время жил в Берлине.
Стал модным салонным портретистом. Его заказчиками были чиновники высшего ранга, члены императорской семьи, министры, известные представители купечества. Некоторое время он был придворным живописцем Великого князя Владимира Александровича. Среди выполненных им портретов — П. И. Чайковского (1893), «Женский портрет (Госпожа Адамсон)» (1907), актера В. Н. Давыдова (1911), В. А. Сухомлинова (1915). Он также писал жанрово-портретные композиции: «Сирота» (1906), «Друзья» (1912), «Зверек (Женский портрет)» (1915), «Лаковый взгляд» (1917); пейзажи: «Венецианская лагуна» (1897), «В Ораниенбаумском парке» (1904) и другие.
Широкой публике были известны его работы на библейские, мифологические и экзотические восточные сюжеты, которые печатались на почтовых открытках. Большую популярность получил также благодаря росписям и реставрации интерьеров музеев и частных домов, в частности — Екатерининского дворца в Царском Селе, Инженерного замка в Петербурге, дома банкира Степана Петровича Елисеева (Мойка, 59; роспись плафона большого зала особняка); он автор росписи центрального плафона Русского музея. В 1898 году он принимал участие в реставрационном ремонте церкви Сретения Господня при Фельдъегерском корпусе; вместе с Л. Д. Блиновым заново расписал стены и своды.
Член «Общества русских акварелистов». С 1893 года участвовал в выставках.
С 1898 года преподавал в Санкт-Петербургском Петровском коммерческом училище.
После революции писал портреты Ленина, Сталина, Дзержинского, Луначарского, Кирова, позже — портреты передовиков, Героев Советского Союза, бригадиров и государственных деятелей. В середине 1930-х годов в его творчество вернулись жанровые картины — «Сожженная татарами Москва в XV веке» (1935), «Приезд В. И. Ленина и встреча с моряками на Финляндском вокзале в Петрограде 3 апреля 1917 года» (1936), «А. И. Микоян у рыбаков-колхозников в Териберке. Баренцево море» (1939) и другие. В конце 1940-х годов прошли его последние персональные выставки. Его главные работы находятся в ведущих музеях страны — в Русском, Третьяковской галерее, Ульяновском художественном музее, Государственном музее истории религии.
Преподавал в Педагогическом институте (1918—1925), Институте фотографии и фототехники (1919—1930), Горном институте (1923—1930), Лесотехнической академии (1930—1936); средней школе № 206.
Умер в Ленинграде в 1959 году. Похоронен на Большеохтинском кладбище (пересечение Московской и Смоленской дорог). На могиле установлен скульптурный портрет с палитрой и мольбертом на гранитном постаменте. Там же похоронена его жена Мария (20.04.1879—20.12.1954), с которой он прожил 55 лет.